# Craig Lewis
Craig Lewis (Greenville, Estados Unidos, 1 de octubre de 1985) es un ciclista estadounidense.

## Biografía
Craig Lewis pasó a profesional en 2005 con el equipo TIAA-CREF, que se convertiría en 2007 en Slipstream. Destacó al final de la temporada 2007 terminando sexto de la Vuelta a Irlanda y séptimo del Tour del Porvenir. Es entonces cuando fue reclutado por el equipo Team HTC-Columbia, con el cual destacó en el Giro de Lombardía de 2008 donde quedó decimoprimero.

## Palmarés
2012
- 1 etapa del Tour de Beauce

## Resultados en Grandes Vueltas y Campeonatos del Mundo
| Carrera         | Carrera         | 2005 | 2006 | 2007 | 2008 | 2009 | 2010 | 2011 | 2012 | 2013 |
| --------------- | --------------- | ---- | ---- | ---- | ---- | ---- | ---- | ---- | ---- | ---- |
|                 | Giro de Italia  | —    | —    | —    | —    | —    | 78.º | Ab.  | —    | —    |
|                 | Tour de Francia | —    | —    | —    | —    | —    | —    | —    | —    | —    |
|                 | Vuelta a España | —    | —    | —    | —    | —    | —    | —    | —    | —    |
| Mundial en Ruta | Mundial en Ruta | —    | —    | —    | —    | 59.º | Ab.  | —    | —    | —    |

—: no participa

Ab.: abandono